# Steam cracking
In chimica industriale, con il termine steam cracking si indica un processo di pirolisi degli idrocarburi (sotto forma di gas naturale o virgin-nafta) svolto con l'ausilio di vapore acqueo.
I prodotti delle steam cracking sono olefine; in particolare lo steam cracking è la principale via di produzione dell'etilene.
Il processo di steam cracking è fortemente endotermico; il meccanismo di reazione è di tipo radicalico (quindi si ha una reazione a catena) e la reazione avviene in fase gas.

## Funzioni del vapore
Il vapore non è coinvolto come reagente nella reazione principale di pirolisi, e le sue funzioni sono:
- diluente: abbassa la pressione parziale (aumentando quindi la resa) degli idrocarburi, mantenendo costante la pressione totale (>1 atm);
- funge da vettore termico;
- reagisce con il coke (prodotto secondario indesiderato) che si deposita sulle pareti del reattore:[2]

C + H2O ⇄ CO + H2
la formazione del coke è indesiderata, in quanto il suo deposito sulle pareti del reattore ne riduce il coefficiente di scambio termico globale, con ripercussioni negative sul controllo della temperatura del reattore; la velocità di formazione del coke è elevata, per cui va comunque rimosso tramite periodiche operazioni di pulizia, da effettuarsi circa ogni mese.
Il vapore viene separato dal prodotto di reazione tramite condensazione.

### Alimentazione
Le alimentazioni possono essere costituite da virgin naphta o da gas naturale, in base alla disponibilità.
Per quanto riguarda la virgin naphta si fa riferimento all'indice di qualità:
IQ=2+2nP+iP+N-A
dove nP, iP, N e A sono rispettivamente le percentuali di normalparaffine, isoparaffine, nafteni e aromatici presenti in miscela.
Una naphta di qualità (in riferimento all'ottenimento di etilene) ha IQ tra 136 e 142.

## Pirolisi dell'etano
Un semplice esempio del tipo di reazioni che avvengono durante il processo di steam cracking è fornito dalla pirolisi dell'etano, che si svolge secondo le seguenti reazioni elementari:
(inizio) C2H6 → CH3• + CH3•
(propagazione) C2H6 + CH3• → C2H5• + CH4
(propagazione) C2H5• → C2H4 + H•
(propagazione) C2H6 + H• → C2H5• + H2
(terminazione) CH3• + H• → CH4
(terminazione) C2H5• + C2H5• → C4H10
Dalla pirolisi dell'etano si produce essenzialmente etilene e idrogeno, con propano e butano come sottoprodotti.
In un normale processo di steam cracking avvengono molte reazioni più complesse di quelle relative alla pirolisi dell'etano, e i prodotti che si ottengono variano a seconda della carica che si utilizza (gas naturale o virgin-nafta) e dalle condizioni operative in cui avviene il processo (in particolare la temperatura).
I composti aromatici resistono allo steam cracking oppure danno residui carboniosi.

## Reazioni secondarie e schema impiantistico

Schema di processo di un impianto di steam cracking

Il meccanismo di tipo radicalico può portare alla formazione di prodotti secondari indesiderati, quali idrocarburi aromatici (tra cui benzene) e composti ad elevato peso molecolare (polimeri). Per scoraggiare tali reazioni secondarie, è necessario avere tempi di permanenza nel reattore non troppo elevati (dell'ordine di un secondo) e temperature elevate, per cui il processo di steam cracking viene svolto in un reattore tubulare inserito all'interno di un forno a cattedrale, il quale assicura uno scambio di calore più veloce rispetto ad altre tipologie di reattori (quali ad esempio i CSTR). La temperatura varia lungo il reattore; in genere si raggiungono i 550-650 °C all'entrata del reattore e i 770-850 °C all'uscita.
Inoltre è necessario effettuare un raffreddamento brusco (quenching con acqua) della corrente in uscita dal reattore, in modo che la temperatura si abbassi velocemente, evitando così la formazione di tali composti indesiderati, che richiedono appunto un tempo di permanenza maggiore: la produzione di composti a peso molecolare più elevato richiede infatti che le reazioni di propagazione abbiano più tempo per agire, mentre per tempi di permanenza brevi le reazioni di propagazione durano di meno e danno luogo a composti a catena più corta. I radicali sono infatti delle specie chimiche altamente energetiche, che hanno bisogno di elevate temperature per continuare l'accrescimento, mentre a temperature più basse l'unico modo in cui possono reagire è la terminazione della catena (che comporta la formazione di molecole, che sono specie chimiche molto più stabili dei radicali).